# FI 58

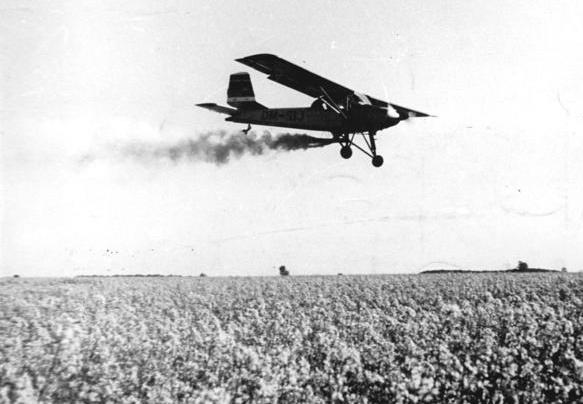
Einsatz eines Sprühflugzeuges über Ölsaaten in der DDR, 1958

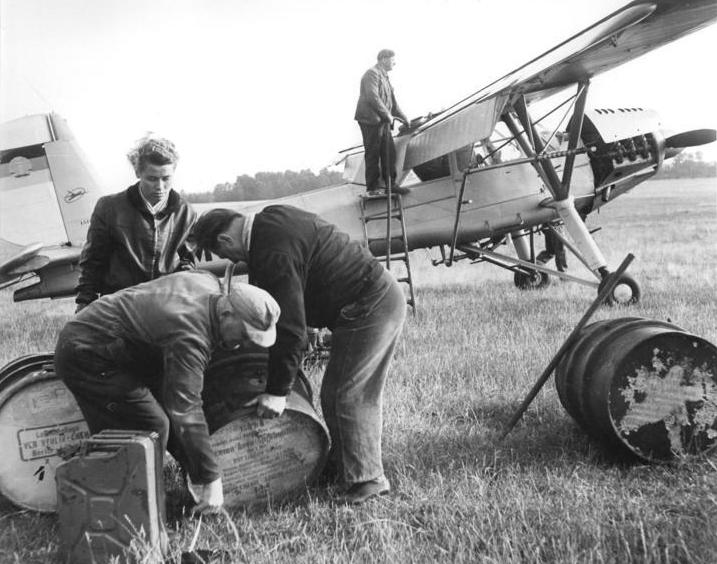
Vorbereitung des Einsatzes eines Pflanzenschutzmittels zum Einsatz gegen den Kartoffelkäfer in der DDR, 1964

FI 58 war ein in der DDR hergestelltes und vertriebenes Pflanzenschutzmittel.

## Eigenschaften
Es diente als Insektizid gegen Forst- und Ölfruchtschädlinge sowie Kartoffelkäfer und war speziell als Flugzeugsprühmittel für die Agrarfliegerei zum Versprühen von Flugzeugen aus vorgesehen. Für den Einsatz in anderen Sprühgeräten war FI 58 ungeeignet. Hergestellt wurde das dunkelgelbe, leicht bewegliche und nicht brennbare FI 58 vom VEB Elektrochemisches Kombinat Bitterfeld. Als Wirkstoffe dienten die zwischenzeitlich wegen ihrer schädlichen Umweltwirkungen verbotenen Substanzen DDT und Lindan.
Der Hersteller gab an, dass FI 58 eine gute Pflanzenverträglichkeit und hohe Regenbeständigkeit zeige. Die Sprühwolke sinke schnell zu Boden. Auch Flugzeugteile und Schläuche würden nicht angegriffen. Die Substanz bilde einen gleichmäßigen Sprühbelag auf den Pflanzen.
Angesichts der Wirkstoffe DDT und Lindan ist die Unbedenklichkeit von FI 58 jedoch in Frage zu stellen.

## Anwendung
FI 58 wurde einsatzfertig in Korbflaschen a 50 Kilogramm oder Eisenfässern mit etwa 200 Kilogramm Inhalt geliefert. Beim Vorgehen gegen Forst- und Ölschädlinge wurde eine Menge von 10 Litern je Hektar, beim Vorgehen gegen den Kartoffelkäfer von drei Litern je Hektar empfohlen. Zusätze durften FI 58 nicht beigemischt werden. Um ein Abtreiben der Sprühwolke zu verhindern sollten die Flugzeuge beim Sprühen nicht höher als fünf Meter fliegen. Darüber hinaus sollte möglichst Windstille herrschen. Der Wind sollte höchstens mit drei Metern pro Sekunde wehen. Als Einsatzzeit waren die frühen Morgenstunden oder der Abend vorgesehen, da in dieser Zeit die Schädigung von Bienen unwahrscheinlicher war. Auch sollten keine blühenden oder mit blühenden Unkräutern durchsetzte Gebiete behandelt werden.
Die Lagerung sollte so erfolgen, dass FI 58 nicht längere Zeit Frosttemperaturen ausgesetzt sein sollte. Auch nach längerer Lagerung wurde jedoch kein Ausscheiden von Wirkstoffen erwartet. 